# Mariano Baracetti
Martín Alejo Conde (Buenos Aires, 12 de julho de 1974) é  um ex-jogador de de voleibol de praia argentino que disputou tres edições dos Jogos Olímpicos de Verão nos anos de 2000, 2004 e 2008; também medalhista de ouro na edição do Campeonato Mundial de Vôlei de Praia de 2001 na Áustria e do Circuito Mundial de 2002.

## Carreira
Participou de yres edições da Olimpíada de Verão, nos anos de 2000 (Sydney). 2004 (Atenas) e 2008 (Pequim).
Em 2001 disputou a edição do Campeonato Mundial de Vôlei de Praia em Klagenfurt ao lado de Martín Conde e obtiveram o título da temporada de 2002 do Circuito Mundial.

## Premiações Individuais
[carece de fontes?]